# Woyzeck (film fra 1968)
Woyzeck er en dansk film fra 1968 instrueret af Kaspar Rostrup.

## Medvirkende
- Jens Okking som Woyzeck
- Ole Wisborg som Tambourmajor
- Harald Hejst som Doktor
- Mogens Pedersen som Andres
- Anne Werner Thomsen som Marie
- Edouard Mielche som Kaptajn
- Karl Erik Christoffersen som Gøgler
- Gustav Bentzen som Håndværker
- Henning Zibrandtsen som Lirekassemand
- Gorm Worsaae som Tilskuer
- Verner Tholsgaard som Tilskuer
- Flemming Schmidt som Klovn
- Jørgen Ulrik Langebæk som Mand
- Henry Jessen som Håndværker
- Else Hvidhøj som Käthe
- Poul Glargaard som Gæst
- Inger Bagger som Bedstemor
- Poul Clemmensen som Underofficer